# Nervellius darwini
Nervellius darwini är en stekelart som beskrevs av Marsh 1988. Nervellius darwini ingår i släktet Nervellius och familjen bracksteklar. Inga underarter finns listade i Catalogue of Life.